# 유포리아 (프로그래밍 언어)
유포리아(Euphoria)는 캐나다 온타리오주 토론토의 리패드 디플로이먼트 소프트웨어의 로버트 크레이그가 개발한 프로그래밍 언어이다. 처음에는 아타리 ST용으로 개발되었으며(다만 공개되지는 않음) 최초 상용판은 사유 소프트웨어로서 MS-DOS용으로 출시되었다. 2006년, 버전 3 출시와 함께 유포리아는 오픈 소스 소프트웨어가 되었다. 오픈유포리아그룹은 이 프로젝트의 관리자 개발을 계속해 나가고 있다. 2010년 12월, 오픈유포리아 그룹은 이 프로젝트의 새로운 아이덴티티와 마스코트와 함께 오픈유포리아의 버전 4를 출시했다. 오픈유포리아는 현재 마이크로소프트 윈도우, 리눅스, macOS, 3개 종류의 *BSD용으로 사용할 수 있다.
유포리아는 범용의 고급 명령-절차적 인터프리터 방식의 언어이다. 변환기는 C 소스 코드를 생성하며 GNU 컴파일러 모음(GCC)와 오픈 왓콤 컴파일러들이 지원된다.

## 예시
프로그램의 주석은 더블 하이픈(--)으로 시작하여 줄 끝까지 간다.
다음의 코드는 항목 그룹에서 오래된 항목을 찾는 것이다.
```
global function
 delete_item( 
object
 old, 
sequence
 group )
    
integer
 pos
            
-- Code begins --

    pos = 
find
( old, group )
    
if
 pos > 0 
then

        group = group[1 .. pos-1] & group[pos+1 .. $]
    
end if
    return
 group

end function
```

## 비교되는 언어
- 루아 (프로그래밍 언어)
- 파이썬
- Rebol
- 루비 (프로그래밍 언어)